# Большое Стиклево (Минский район)
Большое Стиклево (бел. Вялі́кае Сці́клева) — деревня в Минском районе Минской области Республики Беларусь. В составе Новодворского сельсовета.

## Население
Население деревни согласно переписи населения 2009 года составляет 1434 человека. Количество домов — около 500.

## История
Деревня Большое Стиклево упоминается ещё в 1840 году; на старых картах встречаются названия Большое и Малое Сциклево, когда деревня входила в состав Свято-Николаевской церкви деревни Замосточье. При советской власти обе деревни переименованы на Стиклево.

## Предприятия
- ООО «Пять Континентов». Завод виноградных вин (ул. Фабричная, 16-55)
- ЧПУП «Ольгрета»

## Культура
- Дом культуры

## Достопримечательности
- Церковь Рождества Христова (1996)

## Галерея
- Церковь Рождества Христова